# Semaeopus varia
Semaeopus varia är en fjärilsart som beskrevs av W. Warren 1895. Semaeopus varia ingår i släktet Semaeopus och familjen mätare. Inga underarter finns listade i Catalogue of Life.